# Rusingoryx
Rusingoryx ist eine ausgestorbene Gattung aus der Gruppe Kuhantilopen innerhalb der Familie der Hornträger. Sie ist aus dem östlichen Afrika belegt, wo sie im ausgehenden Pleistozän die heutigen Inseln Rusinga und Mfangano im östlichen Victoriasee sowie das angrenzende Festland bewohnte. Die Region stellte zu jener Zeit eine sehr trockene Graslandschaft dar. Es handelt sich bei Rusingoryx um einen mittelgroßen Vertreter der Kuhantilopen, der etwa die Ausmaße der heutigen Gnus erreichte und mit denen die Gattung auch nahe verwandt ist. Auffallendstes Kennzeichen der Tiere war eine kammartige Knochenerhebung auf dem Schädel, die sich von der Nase bis zur Stirn zog und innerhalb der Säugetiere bisher ohne Vergleich ist. Aufgrund der inneren Struktur der Aufwölbung, die aus Hohlräumen und dem Atemtrakt besteht, kann darauf geschlossen werden, dass Rusingoryx Infraschalltöne erzeugte, die zur Kommunikation in den offenen Landschaften dienten. Der Aufbau des Gebisses zeigt wiederum, dass die Tiere stark spezialisierte Grasfresser waren. Die Erstbeschreibung der Gattung erfolgte im Jahr 1984 anhand von unvollständigen Schädelmaterial. Aufgrund dessen wurde die Eigenständigkeit von Rusingoryx in den 1990er Jahren angezweifelt. Erst umfangreiches Neufundmaterial bestätigte den unabhängigen Gattungscharakter von Rusingoryx.

## Merkmale
Rusingoryx war ein mittelgroßer Vertreter der Kuhantilopen, der in etwa die Größe der heutigen Eigentlichen Kuhantilopen (Alcelaphus) oder der Gnus (Connochaetes) erreichte. Sein Schädel besaß Längen von 35,9 bis 44,6 cm und zeichnete sich durch einige ungewöhnliche Merkmale aus. Eine bemerkenswerte Auffälligkeit befand sich am Rostrum. Entlang des oberen Schädels zog sich ein schmaler hoher knöcherner Kamm, der vom Zwischenkieferknochen über das Nasenbein bis zum Stirnbein reichte. Das Innere bestand aus einzelnen Hohlkammern, die einen größeren Teil des Schädelvolumens einnahmen. Diese erstreckten sich bis hinter das Ende der Zahnreihe, entlang der Mittellinie war eine dünne Scheidewand ausgebildet, die aus dem paarigen Aufbau der Schädelknochen resultierte, wobei der genaue Ursprung des Septums – ob vom Oberkiefer, Gaumenbein oder Flügelbein – unklar ist. Durch die deutliche Aufwölbung des Vorderschädels waren der Mittelkieferknochen und der Oberkiefer relativ hoch gezogen und beanspruchten so einen Teil des voluminösen Raumes. Der Nasenkanal als Teil des Atemtraktes befand sich im oberen Teil der Aufwölbung, seine Basis wiederum begrenzte den Hohlraum nach oben. Im Bereich des Stirnbeins, etwa auf Höhe der Orbita, erreichte der Nasenkanal den inneren Schädel, wo er in einer S-Kurve abwärts führte. Dadurch lag die Mündung in den Rachen im Vergleich zu anderen Säugetieren verhältnismäßig weit hinten und oben im Schädel. Das Gaumenbein wiederum formte einen Teil der unteren Begrenzung der Aufwölbung, zudem war es nach hinten verlängert sowie vollständig geschlossen und erlaubte somit nicht den Durchgang der inneren Nasenöffnungen (Choane). Allerdings waren Teile des Gaumenbeins wie des Keilbeins an der Umschließung des absteigenden Atemwegs beteiligt. Auf der Unterseite des Gaumenbeins zeigten tiefe Gruben die Ansatzstellen der Gaumen- und Zungenmuskulatur an.
Im übrigen Schädelbau folgte Rusingoryx weitgehend den anderen Kuhantilopen, besondere Merkmale stellten der relativ grazil ausgebildete Jochbogen, das zweilappige, nach vorn verlängerte Jochbein und das nach oben gestreckte Tränenbein dar. Die Orbita saß niedrig am Schädel, hervorzuheben ist das Foramen supraorbitale, das sich nicht am oberen, sondern am seitlichen Rand befand und eine außerordentlich große Öffnung bildete, der Augenrand war zudem sehr steil aufgerichtet. Die Weite des Schädels betrug hier etwa 7,4 cm. Weitere Auffälligkeiten finden sich vor allem an der Schädelbasis, etwa mit dem kleinen Flügel des unteren Keilbeins, dem robusten unteren Abschnitt des Hinterhauptsbeins und der nur wenig ausgebildeten Paukenblase. Die knöchernen Auswüchse der Hörner (Os cornu) setzten hinter den Augenfenstern an und wurden 12 bis 16 cm lang, sie besaßen einen ovalen bis runden Querschnitt von rund 4 cm Durchmesser und zeigten in ihrem Verlauf keine deutliche Torsion. In ihrem generellen Aufbau wiesen die Hörner so deutliche Unterschiede von den Hornzapfen des nahe verwandten Megalotragus auf, die mit bis zu 50 cm deutlich länger wurden, stärker abgeplattet und deutlich im Uhrzeigersinn (bezogen auf das rechte Horn) gedreht waren.
Der Unterkiefer war kräftig, der horizontale Körper tief, sein unterer Rand verlief eher gerade und nicht wie bei anderen Kuhantilopen nach unten gebogen. Der aufsteigende Gelenkast setzte in einem stumpfen Winkel an. Gelenk- und Kronenfortsatz waren nach hinten orientiert, letzterer stieg höher auf und endete hakenförmig. Das Gebiss wich vom generellen Aufbau der Hornträger ab und zeichnete sich durch eine zusätzliche Reduktion des zweiten Prämolaren im Unterkiefer aus, was unter den rezenten Kuhantilopen bei den Gnus und der Hunter-Antilope (Beatragus) ebenfalls belegt ist. Die Zahnformel lautete somit {\displaystyle {\frac {0.0.3.3}{3.1.2.3}}}, was insgesamt 30 Zähne ergibt. Darüber hinaus war der dritte Prämolar in seiner Größe extrem verkleinert, wodurch die Reihe der Prämolaren stark verkürzt erschien. Insgesamt besaßen die Backenzähne sehr hohe (hypsodonte) Zahnkronen. Das Zahnschmelzmuster auf den Kauflächen der Molaren besaß eine weniger komplexe und gewundene Gestaltung als bei den heutigen Kuhantilopen und ähnelte eher dem von Megalotragus. Im Vergleich zu letzterem waren die Molaren bei Rusingoryx aber deutlich kleiner, der zweite erreichte eine Länge von 2,2 bis 2,7 cm.
Vom Körperskelett sind bisher Teile der Wirbelsäule und verschiedene Elemente der Vorder- und Hinterbeine aufgefunden worden. Auffallend ist hier der vergleichsweise kurze und breite Bau der Phalangen. Bei Rusingoryx wurde beispielsweise die mittlere Phalanx bei einer unteren Gelenkbreite von 1,7 cm zwischen 4,7 und 5,5 cm lang. Für das etwa ähnlich große Weißschwanzgnu (Connochaetes gnou) liegen die Längenmaße bei gleicher Breite bei rund 5,8 cm. Werte für die erste Phalanx belaufen sich bei Rusiongoryx bei 1,6 cm Breite auf 3,1 cm Länge, beim Weißschwanzgnu beträgt die Länge entsprechend 3,6 cm.

## Fossilfunde
Alle bekannten Fossilreste von Rusingoryx stammen aus Ostafrika, der überwiegende Teil kam auf den Inseln Rusinga und Mfangano im östlichen Teil des Viktoriasees zu Tage. Vor allem Rusinga ist als Fossillagerstätte bekannt, im Mittelpunkt des Interesses stehen aber zumeist die reichhaltigen Funde aus dem Miozän. Die weitaus jüngeren Funde von Rusingoryx lagern hier in den sogenannten Wasiriya Beds, Ablagerungen aus dem Pleistozän, die aus feinkörnigen Silt-, Mudde- und Sandsteinen sowie Konglomeraten mit dazwischen geschalteten Bildungen vulkanischen Ursprungs bestehen. Sie gehen teilweise auf fluviatile Vorgänge zurück, wobei einzelne schwache Bodenbildungen auch Phasen von temporär geringer Akkumulation anzeigen Die Wasiriya Beds bedecken die Randbereiche der Insel auf einer Fläche von weniger als 10 km² und sind bis zu 10 m mächtig. Ihr Alter wird radiometrisch auf rund 100.000 bis 33.000 Jahre datiert, wobei Werte, ermittelt mit Hilfe der optisch stimulierten Lumineszenz, dies auf rund 68.500 Jahre einschränken. In jedem Fall entspricht dies dem frühen Abschnitt des Jungpleistozäns. Insgesamt konnten auf Rusinga bisher mehr als 140 Individuen von Rusingoryx entdeckt werden. Von Bedeutung ist hier der Bovid Hill bei Wakondo, wo bei Untersuchungen allein des Jahres 2011 auf einer Fläche von 19 m² Skelettreste von fast einem Dutzend Individuen zum Vorschein kamen, die unmittelbare Umgebung barg Funde von 16 weiteren Tieren. Diese verteilen sich auf 8 Jungtiere, 13 ausgewachsene und 6 sehr alte Individuen. Von Mfangano sind bisher rund ein Dutzend Individuen belegt, sie entstammen den Waware Beds, die im östlichen Teil der Insel aufgeschlossen sind und ehemalige Flussablagerungen von durchschnittlich nur 1 m Mächtigkeit darstellen. Sie weisen ein Alter von wenigstens 35.000 Jahren auf. In Verbindung mit Rusingoryx wurden auf den beiden Inseln auch verschiedene andere Antilopenformen entdeckt, etwa das ebenfalls ausgestorbene und nahe verwandte Megalotragus, aber auch Gnus, Riedböcke und verschiedenste Gazellen wie Thomson-Gazellen, Grant-Gazellen Oribis oder Dikdiks. Die lokale Fauna wird darüber hinaus durch Zebras, Erdferkel, Warzenschweine und Flusspferde bereichert. Alles in allem stellt Rusingoryx in beiden Fundensembles aber die am häufigsten registrierte Säugetierform dar. Die Zusammensetzung der Fauna lässt auf deutlich offenere und trockenere Landschaften zur Zeit der Bildung der Ablagerungen schließen als es heute rund um den Viktoriasee der Fall ist. Ein weiterer Schädel von Rusingoryx ist zusätzlich von der östlich gelegenen Homa-Halbinsel überliefert, wo dieser zusammen mit anderen Paarhufer-Resten in den Luanda Beds geborgen wurde. Die Schichten der Luanda Beds haben einen vergleichbaren Ursprung wie die der Inseln Rusinga und Mfangano und dürften auch ein ähnliches Alter aufweisen.
Bedeutend im Zusammenhang mit den faunistischen Resten sind Steinartefakte des frühen Menschen, die mehrere hundert Stücke umfassen und aus Hornstein, Quarz oder verschiedensten Varietäten von vulkanischen Gesteinen lokaler Provenienz bestehen. Das Inventar wird durch Levallois-Kerne und -Abschläge sowie Klingen und vereinzelte bifaziale Geräte beziehungsweise einfach retuschierte, spitzenartige Stücke charakterisiert. Vor allem die levalloiden Formen und die Klingen implizieren eine Stellung im Middle Stone Age (dem europäischen Mittelpaläolithikum entsprechend). Die unterschiedlichen Rohmaterialien, die zur Verwendung kamen, resultieren in teilweise stark variierende Artefaktgrößen, was einerseits mit dem verfügbaren Ausgangsmaterial, andererseits auch mit der intensiven Nutzung qualitativ hochwertigerer Gesteine zusammenhängen kann. Neben den steinernen Artefakten sind des Weiteren einzelne, durch Schnittmarken manipulierte Knochen zu beobachten. Demnach kann zumindest ein Teil des Faunenmaterials als Schlachtabfall interpretiert werden, wogegen ein anderer starke Bissspuren aufweist, die auf Carnivorenfraß zurückgehen. Diese Mischung aus Indizien – Steinartefakte, Schnittspuren, Bissspuren – trifft auch auf die im Jahr 2011 am Bovid Hill ausgegrabene Fläche zu. Sie zeigt zudem zahlreiche spätere Überprägungen, was eine Deutung erschwert. Die Massenansammlung von nahezu ausschließlich Rusingoryx-Resten wird daher teilweise als katastrophales Ereignis gedeutet, etwa durch Ertrinken in einem ehemaligen Fluss. Allerdings ist auch eine aktive Jagd durch den Menschen an einem strategisch wichtigen Flusslauf denkbar.

## Paläobiologie
Rusingoryx zeigt im Schädelbau Eigenschaften, die von anderen Hornträgern oder Höheren Säugetieren nicht bekannt sind. Hervorzuheben ist die deutliche knöcherne Aufwölbung des Vorderschädels, deren Funktion lange als unbekannt galt. Anfänglich und unter Verwendung von unvollständigen Schädeln mit gebrochenem oder beschädigtem Schnauzenbereich wurde angenommen, dass die Tiere über eine rüsselartige Verlängerung der Nase verfügten wie es etwa bei einigen Dikdiks oder bei der Saiga bekannt ist. Vollständige Schädel zeigten aber, dass sich diese Aufwölbung über die gesamte Länge des Vorderschädels zieht, wodurch eine schmale, kammartige Struktur entsteht. Der Nasenkamm ist hauptsächlich bei erwachsenen Tieren ausgebildet, wobei noch Unklarheit besteht, ob er bei männlichen Tieren stärker entwickelt ist als bei weiblichen. Bei Jungtieren ist nur eine leichte Erhebung über der Nase nachweisbar, die sich mit der Zeit nach hinten Richtung Stirn ausdehnt und größer wird. Da eine ähnliche Struktur bei Säugetieren nicht bekannt ist, kann die Funktion nur vermutet werden. Eine angedachte Unterstützung bei der Thermoregulation wird mit Hinweis auf den Aufbau des Knochenkamms ausgeschlossen, da die gesamte Struktur ein Zirkulieren der Atemluft durch eine fehlende Verbindung oder Öffnung zum Nasentrakt verhindert. Ebenso ist aufgrund der insgesamt sehr fragilen Konstruktion des Knochenkamms ein Einsatz bei Revier- und Dominanzkämpfen oder als visuelles Kennzeichen eher unwahrscheinlich. Die Struktur erinnert in ihrer Form an vergleichbare Bildungen bei Parasaurolophus und einigen anderen Vertretern der Hadrosauridae, einer Gruppe von pflanzenfressenden Dinosauriern aus der Oberkreide vor rund 70 Millionen Jahren. Bei diesen wird angenommen, dass der auffällige knöcherne Kamm am Schädel als Modulationsorgan bei der Kommunikation diente, was auch bei der Nasenkammstruktur von Rusingoryx der Fall gewesen sein könnte. Die kräftige Gaumenmuskulatur, die durch tiefe Gruben am Gaumenbein indiziert ist, ermöglichte es, den Kehlkopf stärker Richtung Nase anzuheben und so den Nasenkanal an der Lautmodulation zu beteiligen. Die im Kehlkopf erzeugten Laute wurden durch den Nasentrakt, der durch seine hohe Lage am Schädel verlängert und zusätzlich durch die S-förmige Krümmung im Schädelinnern gestreckt ist, modifiziert, wobei ein längerer Nasentrakt mit tieferen Frequenzen korreliert. Dadurch konnte Rusingoryx vergleichsweise tiefe Töne hervorbringen, die Berechnungen zufolge zwischen 248 und 746 Hz lagen. Unter Berücksichtigung einer weiteren Verlängerung durch das nicht überlieferte Weichteilgewebe wären aber auch rund 20 Hz möglich, was weit im Infraschallbereich liegt. Die Funktion der Hohlräume in dem vorderen Bereich des Nasenkamms ist nicht vollständig geklärt, eventuell fungierten sie als Resonator, ähnlich wie es bei dem hornartigen Aufsatz der Nashornvögel der Fall ist. Lautäußerungen sind für die soziale Kommunikation bei Hornträgern sehr umfangreich belegt. Zwar weist kein bekannter Vertreter einen knöchernen verlängerten Nasenkanal auf, doch kann beispielsweise die Saiga während der Brunftzeit über die Streckung ihrer äußerst muskulösen, rüsselartigen Nase um 20 % niederfrequente Töne mit einer Grundfrequenz von 37 bis 53 Hz und einer dominanten Frequenz von 370 bis 460 Hz erzeugen. Die Kropfgazelle wiederum vermag mittels ihres vergrößerten Kehlkopfes ebenfalls während der Paarungszeit über den Nasenkanal Laute mit Grundfrequenzen um 91 Hz und mit dominanten Frequenzen um 546 Hz hervorzubringen. Bezogen auf die Kuhantilopen erfolgt die Kommunikation zwischen einzelnen Individuen, beispielsweise beim Dominanz- und Paarungswettstreit, bei der Partnerwerbung oder zwischen Jung- und Muttertieren sowie zwischen Herden. Vor allem nachts senken sich die Rufe häufig in einen niedrigeren Frequenzbereich ab und dienen dann häufig als Warnsignal. Der Vorteil einer Kommunikation im niederfrequenten Bereich wie Infraschall liegt darin, dass Laute über weite Strecken transportiert werden – zum Vergleich bei Elefanten in offenen Landschaften nach Sonnenuntergang bis zu mehr als 10 km –, was für herdenbildende Tiere enorm wichtig ist. Raubtiere können Töne im Infraschall normalerweise nicht wahrnehmen, was im Fall von Rusingoryx eine sichere Kommunikation über weite Strecken gewährte.
Auffallend bei Rusingoryx sind des Weiteren Besonderheiten im Gebissaufbau. Dies betrifft unter anderem die extrem hypsodonten Backenzähne, die in Bezug auf andere Kuhantilopen zu den höchsten überhaupt gehören. Hohe Zahnkronen und ein damit einhergehender massiver Unterkieferkörper stellen bei den Huftieren in der Regel eine Anpassung an harte Grasnahrung dar, was auch für die Kuhantilopen zutrifft, da diese offene Landschaften bewohnen. Bemerkenswert ist in diesem Zusammenhang der Verlust des zweiten unteren Prämolaren. Ähnliches kommt innerhalb der Kuhantilopen ebenfalls bei den Gnus (Connochaetes) und bei der Hunter-Antilope (Beatragus) vor. Im Gegensatz zu den beiden heutigen Vertretern ist aber bei Rusingoryx die Prämolarenreihe gegenüber der Molarenreihe zusätzlich stark gekürzt, sie erreicht weniger als ein Drittel der Länge der Mahlzähne zusammen. Eine verlängerte Reihe an Vormahlzähnen bietet häufig den Vorteil, unter gegebenen Umständen auch weicheres Pflanzenmaterial wie Blätter oder Blüten verzehren zu können. Prinzipiell stellte Rusingoryx dadurch einen extrem spezialisierten Grasfresser dar, der kaum weichere Pflanzenteile konsumierte. Dafür sprechen auch die weitgehend runden Schliffspuren an den Backenzähnen, die beim Zerkauen der harten Gräser entstehen, während weichere Blätter eher scharfe Kanten hinterlassen. Die anhand des paläontologischen Befundes ermittelte sehr trockene Landschaft unterstützt die Interpretation der hohen Spezialisierung von Rusingoryx. Entsprechende Ergebnisse lieferten auch Isotopenuntersuchungen an den Mahlzähnen. Allerdings ließ sich hierbei auch ein Verzehr von weicher Pflanzenkost belegen. Ähnliches ist von heutigen Kuhantilopen bekannt, bei Rusingoryx könnte der Anteil jedoch verhältnismäßig höher gewesen sein. Vermutlich passten die Tiere dadurch ihr Nahrungsverhalten den jahreszeitlichen Bedingungen an und stiegen dann auf weiche Pflanzenkost wie Kräuter oder Blätter um, wenn hochwertiges Gras nicht in ausreichenden Mengen zur Verfügung stand. Das saisonal variierende Angebot an Nahrungspflanzen löste bei Rusingoryx offenbar größere Wanderungen aus, vergleichbar zu den großen Herdenbewegungen der nahe verwandten Gnus aber auch anderer größerer Huftiere Ostafrikas. Darauf weisen ebenfalls Isotopenuntersuchungen hin. Hierbei ergaben die zugrunde liegenden Werte der Strontium-Isotopen, dass die beprobten Individuen während ihrer Lebenszeit mehrfach die südlich von Rusinga gelegenen höheren Bergländer aufgesucht hatten. Insgesamt herrschte während des Pleistozäns in den trockenen Graslandschaften Ostafrikas vermutlich ein ähnliches Nahrungsregime innerhalb der Huftiere vor wie es in der heutigen Serengeti beobachtet werden kann. Unter dieser Voraussetzung repräsentierte Rusingoryx einen Konsumenten von überwiegend mittelhohen Grasständen mit durchschnittlichem Nährstoffgehalt, was in etwa dem Ernährungsverhalten der Gnus entspricht. Diese folgen den sehr großen Huftieren wie den Kaffernbüffeln und Steppenzebras, die aufgrund ihrer Körpergröße erhebliche Futtermengen benötigen und somit kaum selektiv vorgehen, wodurch sie überwiegend die hohen, nährstoffarmen Grasstände verzehren. Den Abschluss in der Abfolge bilden kleine Huftiere wie die Leierantilopen oder verschiedene Gazellen, welche als selektive Nahrungsspezialisten nur die nährstoffreichsten, niedrigen Grasstände abweiden.
Entsprechend der starken Anpassung an Grasnahrung werden auch einzelne anatomische Merkmale des Körperskeletts als Hinweise für eine extreme Offenlandspezialisation bei Rusingoryx gesehen. Dies betrifft unter anderem die eher kurzen Zehen- und Fingerglieder, die unter heutigen verwandten Hornträgern keine Entsprechung finden und wohl ebenfalls aus der starken Austrocknung der Landschaft um den heutigen Victoriasee im ausgehenden Pleistozän resultieren.

## Systematik
Rusingoryx ist eine ausgestorbene Gattung aus der Familie der Hornträger (Bovidae). Innerhalb dieser wird sie in die Unterfamilie der Antilopinae und der Tribus der Kuhantilopen (Alcelaphini) gestellt. Die Kuhantilopen stellen mittelgroße bis sehr große Antilopen dar, bei denen sowohl männliche als auch weibliche Tiere Hörner tragen. Typisch für Kuhantilopen ist die gegenüber dem restlichen Rumpf sehr hohe Lage der Schulter, der lange, mitunter pferdeartig wirkende Schwanz, sowie das Vorhandensein von Drüsen nur an den Vorderfüßen und das Fehlen der Drüsen in der Leistengegend. Im Schädelbau liegen besondere Merkmale unter anderem mit dem großen Hohlraum im Stirnbein zwischen den Hornansätzen, mit dem breiten Kontakt des Mittelkieferknochens mit dem Nasenbein vor, zusätzlich noch mit einzelnen Charakteristika an der Schädelbasis und mit der Gestaltung der Kaufläche der generell hochkronigen (hypsodonten) Backenzähne. Innerhalb der Kuhantilopen kann Rusingoryx in die Untertribus der Alcelaphina verwiesen werden, welche unter Betrachtung der heutigen Vertreter die Eigentlichen Kuhantilopen (Alcelaphus), die Gnus (Connochaetes) und die Hunter-Antilope (Beatragus) umfassen. Ihnen gegenüber stehen die Damaliscina mit den Leierantilopen (Damaliscus). Unter Einbeziehung der Fossilformen bildet Megalotragus den nächsten Verwandten von Rusingoryx, die Gattung hatte Egbert Cornelis Nicolaas van Hoepen 1932 eingeführt. Bei diesem handelt es sich um eine extrem große Form der Kuhantilopen, die aus dem Pliozän und Pleistozän des östlichen und südlichen Afrikas bekannt und an bedeutenden Fundstellen wie Koobi Fora und Olduvai sowie Awash überliefert ist. Die nächstverwandten heutigen Kuhantilopen repräsentieren dagegen die Gnus. Zusammen mit diesen beiden Gattungen und zusätzlich noch dem ausgestorbenen Oreonagor formt Rusingoryx eine enger verwandte Gruppe innerhalb der Alcelaphina.
Die wissenschaftliche Erstbeschreibung von Rusingoryx erfolgte durch Martin Pickford und Herbert Thomas im Jahr 1984 anhand von Fundmaterial von Wakondo auf der Insel Rusinga im Victoriasee. Der Holotyp (Exemplarnummer KNM RU 10553A) besteht aus einem Teilschädel mit beiden Hörnern aber beschädigtem Schnauzenteil und fehlenden Jochbögen. Der Gattungsname Rusingoryx setzt sich aus dem Namen der Insel Rusinga als Referenz des Fundortes und der griechischen Bezeichnung oryx (ὄρυξ für die „Antilope“ oder ein „wildes Tier“) zusammen. Die einzige anerkannte Art ist Rusingoryx atopocranion, wobei das Artepitheton aus den griechischen Wörtern άτοπος (atopos „ungewöhnlich“) sowie κρανίον (kranion „Kopf“ oder „Schädel“) besteht und sich auf die damals angenommene besondere Schädelform bezieht (die Erstbeschreibung erfolgte anhand eines aus heutiger Sicht durch Sedimentauflast verdrückten Schädels; die Autoren vermuteten damals in Bezug auf die Konfiguration des Hinterhauptsbeines, dass Rusingoryx seinen Kopf sehr hoch trug, im Gegensatz zur typisch tiefen Haltung des Kopfes mit nach unten weisendem Gesicht bei heutigen Kuhantilopen). Nur wenige Jahre später, 1991, setzte John M. Harris Rusingoryx aufgrund der allgemeinen Schädelgestaltung – ermittelt allerdings an unvollständigen Exemplaren – mit Megalotragus gleich, was Elisabeth S. Vrba im Jahr 1997 bestätigte. Eine phylogenetische Studie aus dem Jahr 2011 kam nach der Untersuchung besser erhaltener Schädel und zusätzlich der Unterkiefer zu dem Schluss, dass Rusingoryx eine eigenständige Gattung darstellt. Argumente hierfür fanden sich unter anderem in den wesentlich kleineren Hörnern von Rusingoryx im Vergleich zu Megalotragus, in der fehlenden Torsion dieser bei ersterem und ebenso im Gebissbau, wie etwa der starken Verkürzung der Prämolarenreihe gegenüber der Molarenreihe als Charakteristikum für Rusingoryx. Ein verbindendes Element beider Gattung stellt aber die deutliche Aufwölbung des Nasenbereiches dar, die jedoch bei Megalotragus nicht so weit fortgeschritten erscheint.

## Stammesgeschichte
Die Gattung Rusingoryx ist bisher den Fossilfunden zufolge lokal auf das Gebiet am östlichen Rand des Victoriasees beschränkt, namentlich auf den Inseln Rusinga und Mfangano sowie auf der östlich gelegenen Homa-Halbinsel. Der Victoriasee ist eine geologisch junge Bildung, die vor etwa 400.000 Jahren entstand. Über seine Entwicklung ist aber bisher nur wenig bekannt, im Verlauf des Pleistozäns kam es aber zu verschiedenen Trans- und Regressionen des Wasserspiegels. Anfangs wurde diskutiert, ob Rusingoryx möglicherweise eine Inselform der Kuhantilopen darstelle, die sehr trockenen Klimaverhältnisse, der Charakter der Ablagerungen und die nur geringe Wassertiefe im östlichen Teil des Sees mit teilweise weniger als 5 m sprechen aber eher dagegen und befürworten, dass Rusinga zur Zeit der Existenz von Rusingoryx mit dem Festland verbunden war. Ungeklärt ist daher, warum die Gattung bisher nicht an anderen, gleichalten Fundstellen wie etwa Lukenya Hill oder Lainyamok (beide in Kenia gelegen) dokumentiert wurde. Möglicherweise resultiert dies aus Verwechslungen mit Connochaetes und Alcelaphus, da die beiden Formen ähnlich groß wie Rusingoryx sind und diesem im postcranialen Skelett weitgehend gleichen. Das Aussterben von Rusingoryx ist bisher nicht eindeutig geklärt. Die Gattung verschwand zum Ende des Pleistozäns wie zahlreiche andere große Grasfresser aus Afrika. Dieses zur Quartären Aussterbewelle gehörende Ereignis erfolgte stufenweise in Afrika und hängt eventuell mit den Zurückgehen der sehr trockenen Graslandschaften in Afrika zusammen. Im ehemaligen Verbreitungsgebiet von Rusingoryx könnte dies einhergehen mit dem Anstieg des Seespiegels des Victoriasees, was vor rund 35.000 Jahren begann und wodurch weite Bereiche der umliegenden Trockensavannen überflutet wurden. Eventuell versperrte das ansteigende Gewässer wichtige Migrationsrouten von Rusingoryx.